# Boehmeria chingshuishaniana
Boehmeria chingshuishaniana là loài thực vật có hoa trong họ Tầm ma. Loài này được S.S.Ying mô tả khoa học đầu tiên năm 1988.